# Alan Reece
Alan Reece, född 1921 i London, död i maj 1960, var en brittisk geolog och deltog 
på den norsk-brittisk-svenska Antarktisexpeditionen 1949-1952.
Reece var utbildad vid Chelsea Polytechnic and Imperial College i London där han sedermera även doktorerade inom geologi 1958. Under andra världskriget tjänstgjorde han 1942-1944 inom flottan vid Royal Naval Air Station på Orkneyöarna och Admirality Forecast Section varefter han överfördes till kolonialdepartementet för Falklandsöarna. År 1945 var han chefsmeteorolog på Deception Island, Sydshetlandsöarna och året därpå i Hope Bay på Graham Land. Senare assisterade han vid kartläggningen på Trinityhalvön och gjorde geologiska undersökningar sommaren 1946-47 i Admirality Bay och på King George Island, Sydshetlandsöarna. Han slutförde studierna vid Imperial College och tog examen 1949.
I mitten av mars 1951, under den norsk-brittisk-svenska Antarktisexpeditionen, skadades hans högra öga av en stenflisa. Skadan tycktes initialt läka men förvärrades och i slutet av juli måste ögat opereras bort. Operationen utfördes av dr Wilson, som inte genomgått grundkursen i ögonmedicin utan fick instrueras från Sverige via telegrafi. Övriga expeditionsmedlemmar instruerades och assisterade med instrument som till stor del tillverkats på plats inför operationen.
Efter Antarktisexpeditionen hade Reece inledningsvis svårt att få meningsfullt arbete då erfarenheter från praktiskt fältarbete inte längre efterfrågades En tid följde med främst administrativt uppföljningsarbete efter expeditionen varefter han tillbringade tre år som geolog i Uganda. Under somrarna 1956 och 1957 deltog han som fältgeolog på Östgrönland för att under 1959 börja arbeta inom ett kanadensiskt prospekteringsföretag. Under placering i Resolute omkom Reece vid en flygolycka i maj 1960.